# 대구 도시철도 3호선
대구 도시철도 3호선(大邱 都市鐵道 3號線)은 대구광역시 북구의 칠곡경대병원역과 대구광역시 수성구의 용지역을 잇는 대구교통공사의 도시 철도 노선이자 운행 계통이다. 노선색은 ●노란색이다. 과좌식 월드 모노레일 대중교통 수단이다. 배차 간격은 평시에는 7분, 출퇴근시간대에는 5분이다. 또한, 운행시간은 매일 오전 5시 30분에 운행을 시작하여 자정(밤 12시) 전후로 운행을 종료한다. 통행방향은 어디서든 우측통행이다.

## 열차 운행, 차량기지
칠곡경대병원행과 용지행이 주로 운행되며, 1, 2호선과는 달리 심야 주박역을 운영하지 않고 모든 열차가 전 구간을 운행한다. 차량기지는 칠곡차량사업소, 범물차량사업소 두 곳을 운영하고 있으며, 칠곡차량사업소에서 3호선 모든 열차의 경.중검수 및 내부관리를 실시하고 있고, 범물차량사업소에서는 주박용 차량기지이므로 검수나 내부관리 등은 하지 않고 주박 시간에 열차가 머무르는 용도로 운영된다.

## 특징
- 2005년 발표된 예비타당성 조사는 결과가 좋지 않았으나, 대구광역시에서 예산 배정을 위해 노력하여 2006년 예산이 배정되었다. 부산 도시철도 4호선에 이은 국내 2번째 국가재정 사업으로 건설된 경전철 사업이다. 사업비가 절감되고 사업 기간이 짧아지는 모노레일로 추진하였다. 이에 따라서 기존 도시 철도에 비해 건설비 50%, 운영비 25% 절감된다고 밝혔다.

- 일본 히타치 제작소가 차량 28편성(84량), 시스템을 수주했다. 차량 1편성은 히타치 제작소가 제작하고 양산은 우진산전에서 27편성을 제작하였다.[5]  오사카 모노레일, 유이 레일, 충칭 궤도교통 2호선 등과 마찬가지로 과좌식(跨座式)을 채용했다. 과좌식은 알웨그식(ALWEG式)을 기본으로 하여 궤도빔을 크게 하고, 대차의 스프링장치에 공기스프링을 사용하며, 바퀴는 고무타이어이다.

- 폭 2.98m, 길이 15.1m의 모노레일은 무인자동운전으로 운행되며, 운행 중 비상정지 등 이례상황이 발생하였을 경우를 대비하여 기관사 면허를 가진 운행관리원이 항시에 탑승한다.[6]

- 사생활 침해 우려가 있는 지역을 통과할 때에는 차량 내부에서 바깥이 보이지 않도록 자동 창문 흐림 장치[7]가 작동된다.[6] 미리 지정된 위치에 의해서 흐려지는 시스템이다.

- 대구 도시철도 3호선 건설과 함께 중구 달성로의 4차로 도로를 6차로로 확장하였다.

- 대구 도시철도 3호선 건설로 인해 기존 6차로 도로의 폭이 도로교통법을 위반하는 수준으로 좁아진 곳이 생기게 되었음을 영남일보가 지적하였다.[8][9][10] 이에 대하여 대구시는 답변을 내 놓지 않고 있다.

- 대구안전생활실천시민연합의 점검 결과, 화재 경보기 등 여러 곳의 부실공사 흔적이 있다고 지적하였다고 한겨레가 보도하였다.[11] 이에 대해 대구도시철도공사는 궤도빔을 더 곧게 조정하는 과정에서 빠졌다. 개통 전까지 보수를 하겠다고 하였고, 무료 시승 행사가 있었던 18일 전까지 보수를 마쳤다.

- 정거장은 도시 미관을 고려하여 열차의 길이보다 짧게 설계되었다.[12]

- 외형과 달리 배경은 거의 히로시마 고속 교통 히로시마 신교통 1호선과 유사한 측면을 가지고 있다.[13]

## 역사
- 2006년 10월 26일 : 기본계획 확정
- 2009년 7월 24일 : 칠곡경대병원역 ~ 용지역 구간 착공[14]
- 2013년 10월 2일 : 역명 확정[15][16]
- 2014년 6월 19일 : 동절기 시운전이 미비했다는 지적에 따라 개통 시기를 당초 2014년 12월에서 2015년 4월로 연기
- 2015년 1월 15일 : 칠곡역, 매천농수산물시장역, 수성구민운동장입구역 등 3개 역 역명을 각각 칠곡운암역, 매천시장역, 수성구민운동장역 등으로 변경[17]
- 2015년 2월 9일 ~ 2015년 4월 12일 : 영업 시운전[18]
- 2015년 4월 18일 ~ 4월 20일 : 개통 전 무료 시승 행사 진행
- 2015년 4월 21일 ~ 4월 22일 : 마지막 영업 시운전
- 2015년 4월 23일 : 영업 개시 칠곡경대병원역 ~ 용지역 전 구간 개통과 함께 대구 도시철도 1호선의 명덕역, 대구 도시철도 2호선의 청라언덕역과 환승
- 2015년 7월 1일 : 수성못역, 서문시장역, 달성공원역 3개 역에 대구지역 방언 안내방송 시험적용
- 2019년 1월 7일 : 2호선과의 환승역인 신남역이 청라언덕역으로 변경
- 2019년 5월 1일 : 수성못역, 서문시장역, 달성공원역 3개 역에 대구지역 방언 안내방송 삭제되었다.
- 2023년 8월 28일 : 어린이회관역을 어린이세상역으로 변경

## 운영

### 차량
- 대구교통공사 3000호대 전동차

## 사건 사고
- 2018년 3월 8일 폭설로 인하여 2번이나 전동차가 멈춰서는 사고가 있었다.첫번째는 오전 11시 15분경 범물역에서 용지역으로 가던 전동차가 선로 한가운데 멈춰서면서 승객 20여명이 40여분 간 갇히는 사고가 발생했고 동일 낮 12시 50분쯤에도 지산역에서 범물역으로 가던 전동차가 멈춰서는 일이 발생하여 대구도시철도공사는 오후 3시 15분까지 양방향 운행을 중단하였다.
- 2018년 7월 3일 오후 6시20분 경 건들바위역으로 진입하던 전동차가 폭우로 인해 전원공급장치에 문제가 발생해 10분간 멈춰섰으며 타고 있던 승객들은 다음 전동차로 갈아타는 일이 있었다.
- 2018년 10월 2일 오후 4시19분 칠곡경대병원 방면 열차가 만평역 승강장에서 고장을 일으켜 멈춰섰으며 뒤따라오던 열차도 이전 역에서 승객을 모두 하차시키는 일이 발생했다. 이번 사고는 열차 몸체가 아니라 강풍으로 인한 궤도빔에 설치된 전기장치 파손이 원인으로 오후 8시부터 달성공원역에서 용지역까지는 운행이 되었으나 사고가 난 팔달교 부근 북구청역에서 칠곡경대병원역까지는 운행하지 못하고 새벽 늦게까지 중단되었다.

## 승강장 구조
3호선의 모든 역은 2면 2선의 상대식 승강장으로 운영되고 있으며, 반대편 승강장으로의 횡단이 가능한 구조로 지어졌다.

## 스크린도어
30개 전 역사에 설치되어 있으며, 모두 난간형 스크린도어다.

## 역 목록
| 역 번호 | 역명                                | 로마자 역명                                    | 한자 역명                  | 접속 노선             | 역간 거리 | 영업 거리 | 소재지     | 소재지 |
| ------- | ----------------------------------- | ---------------------------------------------- | -------------------------- | --------------------- | --------- | --------- | ---------- | ------ |
| 312     | 칠곡경대병원                        | Chilgok Kyungpook Nat'l Univ. Medical Center   | 漆谷慶大病院               |                       | -         | 0.0       | 대구광역시 | 북구   |
| 313     | 학정                                | Hakjeong                                       | 鶴亭                       |                       | 0.8       | 0.8       | 대구광역시 | 북구   |
| 314     | 팔거(국립농관원·통계청)             | Palgeo(NAQS·KOSTAT)                            | 八莒(國立農管院·統計廳)    |                       | 0.8       | 1.6       | 대구광역시 | 북구   |
| 315     | 동천                                | Dongcheon                                      | 東川                       |                       | 0.7       | 2.3       | 대구광역시 | 북구   |
| 316     | 칠곡운암                            | Chilgok·Unam                                   | 漆谷雲岩                   |                       | 0.8       | 3.1       | 대구광역시 | 북구   |
| 317     | 구암(과학대·보건대입구)             | Guam(Taegu Science Univ.·Daegu Health College) | 鳩岩(科學大·保健大入口)    |                       | 0.7       | 3.8       | 대구광역시 | 북구   |
| 318     | 태전                                | Taejeon                                        | 太田                       |                       | 0.7       | 4.5       | 대구광역시 | 북구   |
| 319     | 매천                                | Maecheon                                       | 梅川                       |                       | 0.9       | 5.4       | 대구광역시 | 북구   |
| 320     | 매천시장                            | Maecheon Market                                | 梅川市場                   |                       | 1.1       | 6.5       | 대구광역시 | 북구   |
| 321     | 팔달                                | Paldal                                         | 八達                       |                       | 0.8       | 7.3       | 대구광역시 | 북구   |
| 322     | 공단                                | Gongdan                                        | 工團                       |                       | 0.9       | 8.2       | 대구광역시 | 서구   |
| 323     | 만평                                | Manpyeong                                      | 萬坪                       |                       | 0.8       | 9.0       | 대구광역시 | 서구   |
| 324     | 팔달시장                            | Paldal Market                                  | 八達市場                   |                       | 0.6       | 9.6       | 대구광역시 | 북구   |
| 325     | 원대                                | Wondae                                         | 院垈                       |                       | 0.6       | 10.2      | 대구광역시 | 서구   |
| 326     | 북구청(DGB대구은행파크)             | Buk-gu Office                                  | 北區廳                     |                       | 0.8       | 11.0      | 대구광역시 | 서구   |
| 327     | 달성공원                            | Dalseong Park                                  | 達城公園                   |                       | 1.0       | 12.0      | 대구광역시 | 중구   |
| 328     | 서문시장(동산병원)                  | Seomun Market(Dongsan Hospital)                | 西門市場(東山病院)         |                       | 0.7       | 12.7      | 대구광역시 | 중구   |
| 329     | 청라언덕 (신남·척탑병원)5번,9번출구 | Cheongna Hill(Shinnam·Cheoktap Hospital)       | 靑蘿언덕                   | ● 대구 도시철도 2호선 | 0.7       | 13.4      | 대구광역시 | 중구   |
| 330     | 남산(계명네거리)                    | Namsan(Keimyungnegeori)                        | 南山                       |                       | 0.8       | 14.2      | 대구광역시 | 중구   |
| 331     | 명덕(2·28민주운동기념회관)          | Myeongdeok(2·28 Democracy Movement Hall)       | 明德(2·28民主運動紀念會館) | ● 대구 도시철도 1호선 | 0.6       | 14.8      | 대구광역시 | 남구   |
| 332     | 건들바위                            | Geondeulbawi                                   | 건들바위                   |                       | 0.9       | 15.7      | 대구광역시 | 남구   |
| 333     | 대봉교                              | Daebonggyo                                     | 大鳳橋                     |                       | 0.7       | 16.4      | 대구광역시 | 남구   |
| 334     | 수성시장                            | Suseong Market                                 | 壽城市場                   |                       | 0.8       | 17.2      | 대구광역시 | 수성구 |
| 335     | 수성구민운동장                      | Suseong District Stadium                       | 壽城區民運動場             |                       | 1.0       | 18.2      | 대구광역시 | 수성구 |
| 336     | 어린이세상                          | Children's World                               | 어린이世上                 |                       | 0.8       | 19.0      | 대구광역시 | 수성구 |
| 337     | 황금                                | Hwanggeum                                      | 黃金                       |                       | 0.7       | 19.7      | 대구광역시 | 수성구 |
| 338     | 수성못(TBC)                         | Suseongmot(TBC)                                | 壽城池(TBC)                |                       | 0.8       | 20.5      | 대구광역시 | 수성구 |
| 339     | 지산                                | Jisan                                          | 池山                       |                       | 1.2       | 21.7      | 대구광역시 | 수성구 |
| 340     | 범물                                | Beommul                                        | 凡勿                       |                       | 0.8       | 22.5      | 대구광역시 | 수성구 |
| 341     | 용지                                | Yongji                                         | 龍池                       |                       | 0.7       | 23.2      | 대구광역시 | 수성구 |

## 같이 보기
- 대구 도시철도
- 대경선 광역전철
- 대구1호선
- 대구2호선